# 夏威夷州緊急事務管理局

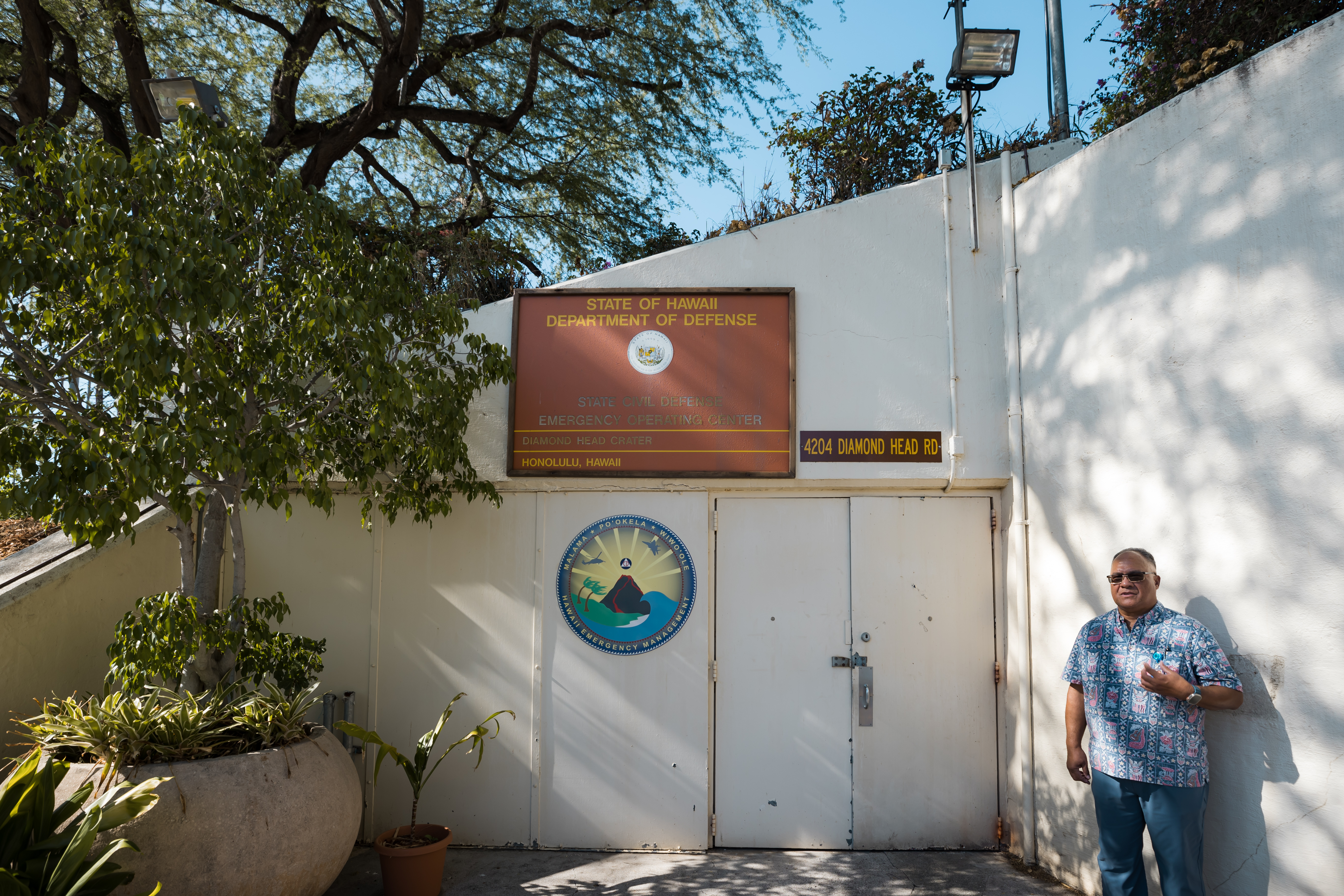
夏威夷州緊急事務管理局

夏威夷州緊急事務管理局（英語：Hawaii Emergency Management Agency, HI-EMA，或譯夏威夷州應急管理局、夏威夷州急難管理署）是負責管理美國夏威夷州緊急情況的政府機構。
夏威夷州緊急事務管理局的主管是肯尼思·S·哈拉（Kenneth S. Hara）少將，行政長官是詹姆斯·DS·巴羅斯（James DS. Barros）。
2018年1月13日，該機構受到了全世界的關注，當時該機構的一名員工意外地向夏威夷所有居民播送了彈道導彈警報，這引起了全州的恐慌。